# Valentin Chmerkovskiy
Valentin Aleksandrovich "Val" Chmerkovskiy (Odesa, Óblast de Odesa, 24 de marzo de 1986) es un bailarín de salón y coreógrafo ucraniano-estadounidense, más conocido por ser uno de los bailarines profesionales del programa estadounidense Dancing with the Stars, el cual ganó en dos temporadas. Chmerkovskiy fue dos veces campeón mundial de Danza Latina (junior y juvenil) y 14 veces campeón nacional estadounidense de baile latino.

## Primeros años
Chmerkovskiy nació en la ciudad ucraniana de Odessa, anteriormente la Unión Soviética. Sus padres son Aleksandr "Sasha" Chmerkovskiy y Larisa Chmerkovskaya. Su hermano mayor, Maksim Chmerkovskiy, también es un bailarín profesional en Dancing with the Stars. Su padre es judío y su madre es cristiana.
La familia emigró a Brooklyn en 1994. En 1996, Maksim y su padre abrieron un estudio de baile en Nueva Jersey y Valentin era uno de los estudiantes. En el 2001, Valentin y su pareja Diana Olonetskaya, se convirtieron en la primera pareja estadounidense en ganar el campeonato mundial junior de danza.
Chmerkovskiy es copropietario de nueve estudios de danza competitivos bajo la marca «Dance With Me». Seis se encuentran en el área metropolitana de Nueva York (Glen Rock y Fort Lee en Nueva Jersey; Glen Cove, Long Island; SoHo, Manhattan; Midtown, Manhattan; Stamford, Connecticut). Los otros tres estudios se encuentran en Southlake, Texas; The Woodlands, Texas y Summerlin, Nevada, uno estaba en Sherman Oaks, California, pero desde entonces ha cambiado de propietario.

## Dancing with the Stars
En 2006, Chmerkovskiy apareció por primera vez en el programa en la temporada 2 como un estudiante de su hermano mayor durante la sexta semana, junto a Vlaeriya Kozharinova, Sergey Onik y Michelle Glanarou y Boris Leokumovich y Nicole Volynets, realizando dos números. Luego, apareció en la temporada 4 el 8 de mayo de 2007, bailando en una competencia contra su hermano Maks. También apareció en la temporada 10 el 6 de abril de 2010, donde coreografió un baile country junto a su hermano Maksim, Edyta Śliwińska y Snejana Petrova. Después apareció en la temporada 11 el 5 de octubre de 2010, compitiendo en un duelo de baile contra Mark Ballas mientras bailaba la canción «Toxic» de Britney Spears, tocando el violín y bailando con Lacey Schwimmer. En 2011, Chmerkovskiy comenzó a competir como bailarín profesional en el programa desde la temporada 13 donde fue emparejado con la modelo y actriz Elisabetta Canalis, siendo los segundos eliminados y terminando en el undécimo puesto.
En 2012, para la temporada 14 fue emparejado con la panelista de The View y actriz Sherri Shepherd, siendo la tercera pareja eliminada de la competencia y quedando en el décimo puesto. Para la temporada 15, una edición All-stars, fue emparejado con la actriz, modelo y ganadora de la temporada 1, Kelly Monaco; ellos lograron llegar a la final y terminaron en el tercer puesto.
En 2013, fue emparejado con la estrella de Disney Channel, Zendaya, para temporada 16; ellos lograron llegar a la final y terminaron en el segundo puesto, detrás de Kellie Pickler y Derek Hough. Para la temporada 17 tuvo como pareja a la actriz Elizabeth Berkley Lauren, con quien a pesar de sus altos puntajes, fueron eliminados en la novena semana y terminaron en el sexto puesto.
En 2014, fue emparejado con la actriz de The Wonder Years y autora Danica McKellar para la temporada 18, siendo eliminados en la octava semana y terminando en el sexto puesto. En la temporada 19 tuvo como pareja a la actriz de Pretty Little Liars, Janel Parrish; ellos llegaron a la final de la competencia y terminaron en el tercer puesto.
En 2015, tuvo como pareja para la temporada 20 a la actriz y cantante Rumer Willis, con quien llegó a la final logrando ser los ganadores, siendo esta su primera victoria en el programa. En la temporada 21 su pareja fue la cantante de R&B y estrella de telerrealidad Tamar Braxton, teniendo que retirarse de la competencia el 11 de noviembre debido a que Braxton tenía problemas de salud, ubicándose así en el quinto puesto.
En 2016, para la temporada 22 fue emparejado con la meteoróloga de radiodifusión Ginger Zee, con quien llegó a la final y quedaron en el tercer puesto. Luego tuvo como pareja a la gimnasta olímpica Laurie Hernandez para la temporada 23, logrando llegar también a la final y ganando la temporada, siendo esta la segunda victoria de Chmerkovskiy.
En 2017, para la temporada 24 fue emparejado con la cantante de Fifth Harmony, Normani Kordei; ellos llegaron a la final y terminaron en el tercer puesto. Para la temporada 25 fue emparejado con la presentadora de ESPN y ex-nadadora paralímpica, Victoria Arlen, siendo eliminados en la semifinal de la temporada y terminando en el quinto puesto.
En 2018, Chmerkovskiy no regresó para la temporada 26 por motivos laborales, pero luego se reveló su participación en la temporada 27 donde fue emparejado con la actriz de The Facts of Life, Nancy McKeon; ellos fueron la tercera pareja en ser eliminada, quedando en el undécimo puesto. En 2019, tuvo de pareja para la temporada 28 a la modelo y actriz Christie Brinkley, sin embargo, dos días antes del estreno, ella se retiró de la competencia debido a una fractura en el brazo sufrida en los ensayos, siendo reemplazada por su hija Sailor Brinkley-Cook; fueron eliminados en la sexta semana de la competencia y finalizaron en el noveno puesto.
En 2020, tuvo como pareja para la temporada 29 a la estrella de Cheer y entrenadora Monica Aldama, siendo eliminados en la séptima semana y ubicándose en el décimo puesto. En la temporada 30 fue emparejado con la personalidad de redes sociales Olivia Jade, con quien llegó hasta la octava semana de competencia y finalizando en el octavo puesto.

### Rendimiento
| Temporada                                        | Pareja                   | Puesto | Promedio |
| ------------------------------------------------ | ------------------------ | ------ | -------- |
| 13                                               | Elisabetta Canalis       | 11.º   | 18.00    |
| 14                                               | Sherri Shepherd          | 10.º   | 22.75    |
| 15                                               | Kelly Monaco             | 3.º    | 26.80    |
| 16                                               | Zendaya                  | 2.º    | 27.33    |
| 17                                               | Elizabeth Berkley Lauren | 6.º    | 26.55    |
| 18                                               | Danica McKellar          | 6.º    | 26.30    |
| 19                                               | Janel Parrish            | 3.º    | 27.38*   |
| 20                                               | Rumer Willis             | 1.º    | 27.75*   |
| 21                                               | Tamar Braxton            | 5.º    | 25.42    |
| 22                                               | Ginger Zee               | 3.º    | 26.33    |
| 23                                               | Laurie Hernandez         | 1.º    | 27.70*   |
| 24                                               | Normani Kordei           | 3.º    | 27.45*   |
| 25                                               | Victoria Arlen           | 5.º    | 24.92    |
| 27                                               | Nancy McKeon             | 11.º   | 20.40    |
| 28                                               | Sailor Brinkley-Cook     | 9.º    | 22.17    |
| 29                                               | Monica Aldama            | 10.º   | 22.14    |
| 30                                               | Olivia Jade              | 8.º    | 25.00*   |
| 31                                               | Gabby Windey             | 2.º    | 27.48*   |
| 32                                               | Xochitl Gomez            | 1.º    | 27.21    |
| 33                                               | Phaedra Parks            | 8.º    | 22.14    |
| * Promedios ajustados a una escala de 30 puntos. |                          |        |          |

- Temporada 13 con Elisabetta Canalis

| Semana | Baile / Canción                            | Puntajes de los jueces | Puntajes de los jueces | Puntajes de los jueces | Resultado  |
| Semana | Baile / Canción                            | C. I.                  | L. G.                  | B. T.                  | Resultado  |
| ------ | ------------------------------------------ | ---------------------- | ---------------------- | ---------------------- | ---------- |
| 1      | Chachachá / «Last Friday Night (T.G.I.F.)» | 5                      | 5                      | 5                      | Salvados   |
| 2      | Quickstep / «Don't Get Me Wrong»           | 7                      | 7                      | 7                      | Eliminados |

- Temporada 14 con Sherri Shepherd

| Semana | Baile / Canción                 | Puntajes de los jueces | Puntajes de los jueces | Puntajes de los jueces | Resultado       |
| Semana | Baile / Canción                 | C. I.                  | L. G.                  | B. T.                  | Resultado       |
| ------ | ------------------------------- | ---------------------- | ---------------------- | ---------------------- | --------------- |
| 1      | Foxtrot / «Sherry»              | 8                      | 7                      | 8                      | Sin eliminación |
| 2      | Jive / «Proud Mary»             | 8                      | 7                      | 8                      | Salvados        |
| 3      | Rumba / «If I Could»            | 8                      | 8                      | 8                      | Salvados        |
| 4      | Tango / «Cum On Feel the Noize» | 7                      | 7                      | 7                      | Eliminados      |

- Temporada 15 con Kelly Monaco

| Semana                                          | Baile / Canción                                                                     | Puntajes de los jueces | Puntajes de los jueces | Puntajes de los jueces | Resultado        |
| Semana                                          | Baile / Canción                                                                     | C. I.                  | L. G.                  | B. T.                  | Resultado        |
| ----------------------------------------------- | ----------------------------------------------------------------------------------- | ---------------------- | ---------------------- | ---------------------- | ---------------- |
| 1                                               | Chachachá / «Bang Bang»                                                             | 7.0                    | 7.0                    | 7.5                    | Salvados         |
| 2                                               | Quickstep / «Who Says»                                                              | 7.5                    | 7.0                    | 7.5                    | Salvados         |
| 3                                               | Pasodoble / «España cañí»                                                           | 9.0                    | 9.0                    | 9.0                    | Salvados         |
| 4                                               | Contemporáneo / «Fix You»                                                           | 9.0                    | 9.5/9.51               | 9.5                    | Salvados         |
| 5                                               | Samba / «Want U Back»                                                               | 8.0                    | 8.0                    | 8.5                    | Sin eliminación  |
| 5                                               | Freestyle en equipo / «Gangnam Style»                                               | 9.0                    | 9.0                    | 9.0                    | Sin eliminación  |
| 6                                               | Tango / «Good Girl»                                                                 | 9.0                    | 9.0                    | 9.0                    | Salvados         |
| 6                                               | Grupo de Freestyle / «Save a Horse (Ride a Cowboy)» & «I Play Chicken with a Train» | Sin puntos extras      | Sin puntos extras      | Sin puntos extras      | Salvados         |
| 7                                               | Foxtrot & Chachachá fusión / «Don't Stop»                                           | 9.0                    | 9.0                    | 9.0                    | Sin eliminación  |
| 7                                               | Maratón de Swing / «Do Your Thing»                                                  | 9 puntos extras        | 9 puntos extras        | 9 puntos extras        | Sin eliminación  |
| 8                                               | Vals vienés / «I'll Be»                                                             | 9.5                    | 9.0                    | 9.5                    | Salvados         |
| 8                                               | Jive en trío / «Animal»                                                             | 9.5                    | 9.5                    | 9.5                    | Salvados         |
| 9 (Semifinal)                                   | Flamenco / «Malagueña»                                                              | 8.0                    | 9.0                    | 8.5                    | Últimos salvados |
| 9 (Semifinal)                                   | Rumba / «I Just Can't Stop Loving You»                                              | 9.5                    | 9.5                    | 9.5                    | Últimos salvados |
| 10 (Final)                                      | Pasodoble / «España cañí»                                                           | 9.5                    | 10                     | 10                     | Tercer puesto    |
| 10 (Final)                                      | Freestyle / «(I've Had) The Time of My Life»                                        | 10                     | 9.5                    | 10                     | Tercer puesto    |
| 10 (Final)                                      | Jive / «Cat and Mouse»                                                              | 9.5                    | 9.5                    | 9.5                    | Tercer puesto    |
| 1Puntaje dado por la juez invitada Paula Abdul. |                                                                                     |                        |                        |                        |                  |

- Temporada 16 con Zendaya

| Semana        | Baile / Canción                                            | Puntajes de los jueces | Puntajes de los jueces | Puntajes de los jueces | Resultado        |
| Semana        | Baile / Canción                                            | C. I.                  | L. G.                  | B. T.                  | Resultado        |
| ------------- | ---------------------------------------------------------- | ---------------------- | ---------------------- | ---------------------- | ---------------- |
| 1             | Contemporáneo / «Feel Again»                               | 8                      | 8                      | 8                      | Sin eliminación  |
| 2             | Jive / «This Head I Hold»                                  | 9                      | 8                      | 9                      | Salvados         |
| 3             | Grupo de Freestyle / «The Rockafeller Skank»               | 2 puntos extras        | 2 puntos extras        | 2 puntos extras        | Salvados         |
| 3             | Vals vienés / «Que Sera, Sera (Whatever Will Be, Will Be)» | 8                      | 8                      | 8                      | Salvados         |
| 4             | Samba / «Love on Top»                                      | 9                      | 8                      | 9                      | Salvados         |
| 5             | Tango argentino / «Discombobulate»                         | 10                     | 9                      | 10                     | Salvados         |
| 6             | Chachachá / «Do I Do»                                      | 10                     | 9                      | 10                     | Salvados         |
| 6             | Pasodoble en equipo / «Higher Ground»                      | 7                      | 8                      | 7                      | Salvados         |
| 7             | Pasodoble / «Buster Voodoo»                                | 9                      | 9                      | 9                      | Salvdaos         |
| 7             | Duelo de Jive / «Good Golly Miss Molly»                    | 3 puntos extras        | 3 puntos extras        | 3 puntos extras        | Salvdaos         |
| 8             | Foxtrot / «Don't Worry, Be Happy»                          | 9                      | 10                     | 9                      | Salvados         |
| 8             | Salsa en trío / «Dança Molengo»                            | 10                     | 10                     | 10                     | Salvados         |
| 9 (Semifinal) | Quickstep / «Don't Give Up»                                | 8                      | 8                      | 9                      | Últimos salvados |
| 9 (Semifinal) | Hip-hop / «Fine China»                                     | 10                     | 10                     | 10                     | Últimos salvados |
| 10 (Final)    | Samba / «Yerbatero»                                        | 10                     | 10                     | 10                     | Salvados         |
| 10 (Final)    | Chachachá / «Treasure»                                     | 5 puntos extras        | 5 puntos extras        | 5 puntos extras        | Salvados         |
| 10 (Final)    | Freestyle / «Beauty and a Beat»                            | 10                     | 10                     | 10                     | Segundo puesto   |
| 10 (Final)    | Jive / «Rockin' Robin»                                     | 10                     | 10                     | 10                     | Segundo puesto   |

- Temporada 17 con Elizabeth Berkley Lauren

| Semana | Baile / Canción                                                  | Puntajes de los jueces | Puntajes de los jueces | Puntajes de los jueces | Resultado       |
| Semana | Baile / Canción                                                  | C. I.                  | L. G.                  | B. T.                  | Resultado       |
| --- | ---------------------------------------------------------------- | ---------------------- | ---------------------- | ---------------------- | --------------- |
| 1 | Contemporáneo / «Imagine»                                        | 8                      | 8                      | 8                      | Sin eliminación |
| 2 | Samba / «Straight to Memphis»                                    | 8                      | 9                      | 8                      | Salvados        |
| 3 | Foxtrot / «Come Fly with Me»                                     | 8                      | 9                      | 8                      | Salvados        |
| 4 | Tango argentino / «Symphony 6: Fair Thee Well & the Requiem Mix» | 9                      | 91                     | 9                      | Salvados        |
| 5 | Jive / «I'm So Excited»                                          | 8                      | 9                      | 9                      | Salvados        |
| 6 | Chachachá / «Put Your Hands on Me»                               | 10                     | 10                     | 10                     | Sin eliminación |
| 6 | Reto de cambio / Varias                                          | 2 puntos extras        | 2 puntos extras        | 2 puntos extras        | Sin eliminación |
| 7 | Quickstep / «Dance Apocalyptic»                                  | 9                      | 9                      | 9                      | Salvados        |
| 7 | Freestyle en equipo / «Bom Bom»                                  | 9                      | 9                      | 9                      | Salvados        |
| 8 | Jazz / «Bang Bang (My Baby Shot Me Down)»                        | 8                      | 92                     | 8                      | Salvados        |
| 8 | Duelo de Chachachá / «Woman's World»                             | Sin puntos extras      | Sin puntos extras      | Sin puntos extras      | Salvados        |
| 9 | Vals vienés / «Young and Beautiful»                              | 9                      | 8                      | 9                      | Eliminados      |
| 9 | Salsa en trío / «Pucko»                                          | 10                     | 10                     | 10                     | Eliminados      |
| 1Puntaje dado por la juez invitada Julianne Hough en lugar de Goodman. 2Puntaje dado por la juez invitada Cher en lugar de Goodman. |                                                                  |                        |                        |                        |                 |

- Temporada 18 con Danica McKellar

| Semana | Baile / Canción                                          | Puntajes de los jueces | Puntajes de los jueces | Puntajes de los jueces | Puntajes de los jueces | Resultado       |
| Semana | Baile / Canción                                          | C. I.                  | L. G.                  | Inv.1                  | B. T.                  | Resultado       |
| --- | -------------------------------------------------------- | ---------------------- | ---------------------- | ---------------------- | ---------------------- | --------------- |
| 1 | Foxtrot / «Walk Away»                                    | 8                      | 8                      | —                      | 8                      | Sin eliminación |
| 2 | Samba / «All Nite (Don't Stop)»                          | 8                      | 8                      | —                      | 8                      | Salvados        |
| 3 | Contemporáneo / «Lullabye (Goodnight, My Angel)»         | 9                      | 9                      | 9                      | 9                      | Salvados        |
| 42 | Jive / «Love Me Right!»                                  | 8                      | 8                      | 8                      | 8                      | Sin eliminación |
| 5 | Quickstep / «Be Our Guest»                               | 10                     | 9                      | 10                     | 10                     | Salvados        |
| 6 | Chachachá / «I Wanna Dance with Somebody (Who Loves Me)» | 9                      | 9                      | 9                      | 9                      | Salvados        |
| 7 | Salsa / «Watch Out for This (Bumaye)»                    | 8                      | 8                      | 9                      | 8                      | Salvados        |
| 7 | Freestyle en equipo / «Livin' la Vida Loca»              | 10                     | 9                      | 10                     | 10                     | Salvados        |
| 8 | Tango / «Everybody Wants to Rule the World»              | 10                     | 9                      | 9                      | 10                     | Eliminados      |
| 8 | Samba en equipo / «I Luh Ya Papi»                        | 8                      | 9                      | 8                      | 9                      | Eliminados      |
| 1En orden: Robin Roberts, Julianne Hough, Donny Osmond, Redfoo, Ricky Martin y Abby Lee Miller. 2Por los «cambios de pareja», McKellar bailó con Maksim Chmerkovskiy y Chmerkovskiy con Meryl Davis. |                                                          |                        |                        |                        |                        |                 |

- Temporada 19 con Janel Parrish

| Semana | Baile / Canción                                   | Puntajes de los jueces | Puntajes de los jueces | Puntajes de los jueces | Puntajes de los jueces | Resultado        |
| Semana | Baile / Canción                                   | C. I.                  | L. G.                  | J. H.                  | B. T.                  | Resultado        |
| --- | ------------------------------------------------- | ---------------------- | ---------------------- | ---------------------- | ---------------------- | ---------------- |
| 1 | Jive / «Bang Bang»                                | 7                      | 7                      | 7                      | 8                      | Salvados         |
| 2 | Foxtrot / «Call Me Maybe»                         | 9                      | 8                      | 8                      | 9                      | Salvados         |
| 3 | Jazz / «America»                                  | 10                     | 101                    | 10                     | 10                     | Salvados         |
| 4 | Rumba / «How Will I Know»                         | 9                      | 92                     | 9                      | 9                      | Salvados         |
| 53 | Burlesque / «Mamma Knows Best»                    | 8                      | 84                     | 8                      | 9                      | Sin eliminación  |
| 6 | Samba / «La Vida Es Un Carnaval»                  | 8                      | 75                     | 9                      | 9                      | Últimos salvados |
| 7 | Vals vienés / «Secret»                            | 8                      | 7                      | 8                      | 8                      | Salvados         |
| 7 | Freestyle en equipo / «Black Widow»               | 9                      | 9                      | 9                      | 9                      | Salvados         |
| 8 | Contemporáneo / «Everybody's Free (To Feel Good)» | 10                     | 10                     | 10                     | 10                     | Salvados         |
| 9 | Quickstep / «Hey Boy, Hey Girl»                   | 9                      | 10                     | 10                     | 9                      | Salvados         |
| 9 | Salsa en trío / «Morning Drums»                   | 10                     | 9                      | 10                     | 10                     | Salvados         |
| 10 (Semifinal) | Pasodoble / «Blame»                               | 10                     | 10                     | 10                     | 10                     | Salvados         |
| 10 (Semifinal) | Tango argentino / «Blame»                         | 9                      | 9                      | 10                     | 10                     | Salvados         |
| 11 (Final) | Samba / «La Vida Es Un Carnaval»                  | 9                      | 10                     | 9                      | 9                      | Dos últimos      |
| 11 (Final) | Freestyle / «I'm Gonna Be (500 Miles)»            | 10                     | 10                     | 10                     | 10                     | Dos últimos      |
| 11 (Final) | Foxtrot & Pasodoble fusión / «Hideaway»           | 10                     | 10                     | 10                     | 10                     | Tercer puesto    |
| 1Puntaje dado por el juez invitado Kevin Hart en lugar de Goodman. 2Puntaje dado por el público en lugar de Goodman. 3Por los «cambios de pareja», Parrish bailó con Artem Chigvintsev y Chmerkovskiy con Lea Thompson. 4Puntaje dado por la juez invitada Jessie J en lugar de Goodman. 5Puntaje dado por el juez invitado Pitbull en lugar de Goodman. |                                                   |                        |                        |                        |                        |                  |

- Temporada 20 con Rumer Willis

| Semana        | Baile / Canción                                 | Puntajes de los jueces | Puntajes de los jueces | Puntajes de los jueces | Puntajes de los jueces | Resultado        |
| Semana        | Baile / Canción                                 | C. I.                  | L. G.                  | J. H.                  | B. T.                  | Resultado        |
| ------------- | ----------------------------------------------- | ---------------------- | ---------------------- | ---------------------- | ---------------------- | ---------------- |
| 1             | Foxtrot / «Take Me to Church»                   | 8                      | 8                      | 8                      | 8                      | Sin eliminación  |
| 2             | Chachachá / «Rumour Has It»                     | 8                      | 8                      | 8                      | 8                      | Salvados         |
| 3             | Salsa / «Turn The Beat Around»                  | 8                      | 9                      | 8                      | 8                      | Salvados         |
| 4             | Vals / «Turning Tables»                         | 9                      | 8                      | 9                      | 9                      | Salvados         |
| 5             | Samba / «Poor Unfortunate Souls»                | 10                     | 9                      | 10                     | 10                     | Salvados         |
| 6             | Jazz / «Bootylicious»                           | 8                      | 8                      | 7                      | 9                      | Salvados         |
| 6             | Freestyle en equipo / «Trouble»                 | 10                     | 9                      | 10                     | 10                     | Salvados         |
| 7             | Jive / «Dear Future Husband»                    | 8                      | 9                      | 9                      | 9                      | Últimos salvados |
| 7             | Duelo de Foxtrot / «Orange Colored Sky»         | 2 puntos extras        | 2 puntos extras        | 2 puntos extras        | 2 puntos extras        | Últimos salvados |
| 8             | Rumba / «Perhaps, Perhaps, Perhaps»             | 10                     | 10                     | 10                     | 10                     | Salvados         |
| 8             | Pasodoble en trío / «Scott & Fran's Paso Doble» | 10                     | 10                     | 10                     | 10                     | Salvados         |
| 9 (Semifinal) | Vals vienés / «Earned It»                       | 10                     | 9                      | 9                      | 10                     | Últimos salvados |
| 9 (Semifinal) | Contemporáneo / «Theme from Swan Lake, Op. 20»  | 10                     | 10                     | 10                     | —                      | Últimos salvados |
| 10 (Final)    | Foxtrot / «Take Me to Church»                   | 10                     | 10                     | 10                     | 10                     | Ganadores        |
| 10 (Final)    | Freestyle / «Toxic»                             | 10                     | 10                     | 10                     | 10                     | Ganadores        |
| 10 (Final)    | Foxtrot & Pasodoble fusión / «Big Jet Plane»    | 10                     | 10                     | 10                     | 10                     | Ganadores        |

- Temporada 21 con Tamar Braxton

| Semana | Baile / Canción                           | Puntajes de los jueces | Puntajes de los jueces | Puntajes de los jueces | Resultado        |
| Semana | Baile / Canción                           | C. I.                  | J. H.                  | B. T.                  | Resultado        |
| --- | ----------------------------------------- | ---------------------- | ---------------------- | ---------------------- | ---------------- |
| 1 | Quickstep / «Do Your Thing»               | 8                      | 7                      | 8                      | Sin eliminación  |
| 2 | Chachachá / «We Are Family»               | 8                      | 8                      | 8                      | Salvados         |
| 2 | Charlestón / «Living in New York City»    | 8                      | 8                      | 9                      | Salvados         |
| 3 | Tango / «A Beautiful Mine»                | 8/91                   | 8                      | 8                      | Salvados         |
| 4 | Rumba / «King»                            | 9                      | 9                      | 9                      | Salvados         |
| 52 | Samba / «End of Time»                     | 7                      | 7/83                   | 7                      | Sin eliminación  |
| 6 | Jazz / «Rhythm Nation»                    | 10                     | 10/104                 | 10                     | Salvados         |
| 7 | Foxtrot / «People Are Strange»            | 8                      | 8                      | 8                      | Últimos salvados |
| 7 | Freestyle en equipo / «This is Halloween» | 10                     | 10                     | 10                     | Últimos salvados |
| 8 | Pasodoble / «Born This Way»               | 9                      | 9                      | 10                     | Salvados         |
| 8 | Duelo de Chachachá / «Fun»                | Sin puntos extras      | Sin puntos extras      | Sin puntos extras      | Salvados         |
| 9 | Contemporánep / «Wicked Game»             | 8                      | 7                      | 7                      | Salvados         |
| 9 | Rumba en equipo / «Hey Jude»              | 9                      | 9                      | 9                      | Salvados         |
| 10 (Semifinal) | —                                         | —                      | —                      | —                      | Abandonaron      |
| 10 (Semifinal) | —                                         | —                      | —                      | —                      | Abandonaron      |
| 1Puntaje dado por el juez invitado Alfonso Ribeiro 2Por los «cambios de pareja», Braxton bailó con Louis van Amstel y Chmerkovskiy con Bindi Irwin. 3Puntaje dado por el juez invitado Maksim Chmerkovskiy 4Puntaje dado por la juez invitada Olivia Newton-John. |                                           |                        |                        |                        |                  |

- Temporada 22 con Ginger Zee

| Semana | Baile / Canción                                                          | Puntajes de los jueces | Puntajes de los jueces | Puntajes de los jueces | Resultado       |
| Semana | Baile / Canción                                                          | C. I.                  | L. G.                  | B. T.                  | Resultado       |
| --- | ------------------------------------------------------------------------ | ---------------------- | ---------------------- | ---------------------- | --------------- |
| 1 | Jive / «Move (You're Steppin' on My Heart)»                              | 8                      | 7                      | 8                      | Sin eliminación |
| 2 | Samba / «Sorry»                                                          | 7                      | 7                      | 7                      | Salvados        |
| 3 | Contemporáneo / «Home»                                                   | 7                      | 7                      | 7                      | Salvados        |
| 4 | Foxtrot / «Belle»                                                        | 9                      | 9/91                   | 9                      | Salvados        |
| 52 | Salsa / «La Malanga»                                                     | 8                      | 8/83                   | 8                      | Sin eliminación |
| 6 | Jazz / «Nasty»                                                           | 8                      | 8                      | 8                      | Salvados        |
| 7 | Vals vienés / «I Have Nothing»                                           | 10                     | 10                     | 10                     | Salvados        |
| 7 | Freestyle en equipo / «End of Time», «If I Were a Boy» & «Crazy in Love» | 8                      | 8                      | 9                      | Salvados        |
| 8 | Tango argentino / «Telephone»                                            | 10                     | 10                     | 10                     | Salvados        |
| 8 | Samba en equipo / «Jump in the Line (Shake, Senora)»                     | 10                     | 94                     | 10                     | Salvados        |
| 9 (Semifinal) | Pasodoble en trío / «Shot Me Down»                                       | 9                      | 9                      | 9                      | Salvados        |
| 9 (Semifinal) | Quickstep / «Fire Under My Feet»                                         | 9                      | 10                     | 10                     | Salvados        |
| 10 (Final) | Contemporáneo / «Adventure of a Lifetime»                                | 9                      | 10                     | 9                      | Tercer puesto   |
| 10 (Final) | Freestyle / «Orange Colored Sky»                                         | 10                     | 10                     | 10                     | Tercer puesto   |
| 10 (Final) | Tango argentino & Foxtrot fusión / «Just Like Fire»                      | 9                      | 9                      | 9                      | Tercer puesto   |
| 1Puntaje dado por la juez invitada Zendaya. 2Por los «cambios de pareja», Zee bailó con Mark Ballas y Chmerkovskiy con Jodie Sweetin. 3Puntaje dado por el juez invitado Maksim Chmerkovskiy. 4Puntaje dado por el público en lugar de Goodman. |                                                                          |                        |                        |                        |                 |

- Temporada 23 con Laurie Hernandez

| Semana | Baile / Canción                                      | Puntajes de los jueces | Puntajes de los jueces | Puntajes de los jueces | Puntajes de los jueces | Resultado       |
| Semana | Baile / Canción                                      | C. I.                  | L. G.                  | J. H.                  | B. T.                  | Resultado       |
| --- | ---------------------------------------------------- | ---------------------- | ---------------------- | ---------------------- | ---------------------- | --------------- |
| 1 | Chachachá / «American Girl»                          | 8                      | 8                      | 7                      | 8                      | Sin eliminación |
| 2 | Jive / «DuckTales»                                   | 8                      | 8                      | 8                      | 8                      | Salvados        |
| 3 | Tango / «Into the Sunset»                            | 7                      | 8                      | 8                      | 8                      | Salvados        |
| 4 | Jazz / «The Way You Make Me Feel»                    | 10                     | —                      | 10                     | 10                     | Salvados        |
| 5 | Pasodoble / «Rise»                                   | 8                      | —                      | 9                      | 8                      | Sin eliminación |
| 6 | Salsa / «Light It Up»                                | 9                      | 91                     | 9                      | 10                     | Salvados        |
| 7 | Quickstep / «One Fine Day»                           | 8                      | 8                      | 9                      | 9                      | Salvados        |
| 7 | Freestyle en equipo / «Embrace»                      | 8                      | 9                      | 9                      | 9                      | Salvados        |
| 8 | Vals vienés / «Pure Imagination»                     | 10                     | —                      | 10                     | 10                     | Salvados        |
| 8 | Duelo de Jive / «The Purple People Eater»            | 3 puntos extras        | 3 puntos extras        | 3 puntos extras        | 3 puntos extras        | Salvados        |
| 9 | Tango argentino / «Cell Block Tango»                 | 10                     | 102                    | 10                     | 10                     | Salvados        |
| 9 | Contemporáneo en equipo / «Bird Set Free»            | 10                     | 102                    | 10                     | 10                     | Salvados        |
| 10 (Semifinal) | Foxtrot / «Hollow»                                   | 10                     | —                      | 10                     | 10                     | Salvados        |
| 10 (Semifinal) | Samba en trío / «Magalenha»                          | 10                     | —                      | 10                     | 10                     | Salvados        |
| 11 (Final) | Pasodoble / «Wicked Ones»                            | 9                      | 10                     | 9                      | 10                     | Salvados        |
| 11 (Final) | Freestyle / «Brand New»                              | 10                     | 10                     | 10                     | 10                     | Salvados        |
| 11 (Final) | Tango argentino & Foxtrot fusión / «We Are the Ones» | 10                     | 10                     | 10                     | 10                     | Ganadores       |
| 1Puntaje dado por el juez invitado Pitbull en lugar de Goodman. 2Puntaje dado por la juez invitada Idina Menzel en lugar de Goodman. |                                                      |                        |                        |                        |                        |                 |

- Temporada 24 con Normani Kordei

| Semana | Baile / Canción                                                      | Puntajes de los jueces | Puntajes de los jueces | Puntajes de los jueces | Puntajes de los jueces | Resultado       |
| Semana | Baile / Canción                                                      | C. I.                  | L. G.                  | J. H.                  | B. T.                  | Resultado       |
| --- | -------------------------------------------------------------------- | ---------------------- | ---------------------- | ---------------------- | ---------------------- | --------------- |
| 1 | Quickstep / «Good Time, Good Life»                                   | 7                      | 6                      | 7                      | 7                      | Sin eliminación |
| 2 | Chachachá / «Give Me Your Love»                                      | 8                      | 8                      | 8                      | 8                      | Salvados        |
| 3 | Foxtrot / «Big Spender»                                              | 8                      | 8                      | 9                      | 9                      | Salvados        |
| 4 | Rumba / «Impossible»                                                 | 8                      | 7                      | 8                      | 9                      | Salvados        |
| 5 | Pasodoble / «I'll Make a Man Out of You»                             | 10                     | 9                      | 10                     | 10                     | Salvados        |
| 6 | Salsa / «When I Grow Up»                                             | 10                     | 8                      | 101                    | 10                     | Salvados        |
| 6 | Freestyle en equipo / «My Boyfriend's Back», «No Scrubs» & «BO$$»    | 8                      | 8                      | 91                     | 9                      | Salvados        |
| 7 | Tango argentino / «Quizás, Quizás, Quizás»                           | 10                     | 10                     | 102                    | 10                     | Salvados        |
| 8 | Contemporáneo / «Freedom»                                            | 10                     | 10                     | 10                     | 10                     | Salvados        |
| 8 | Jive en trío / «Feeling Alive»                                       | 10                     | 9                      | 10                     | 10                     | Salvados        |
| 9 (Semifinal) | Vals vienés / «Desperado»                                            | 9                      | 9                      | 9                      | 9                      | Salvados        |
| 9 (Semifinal) | Jazz / «What a Wonderful World»                                      | 10                     | 10                     | 10                     | 10                     | Salvados        |
| 10 (Final) | Quickstep / «Check It Out»                                           | 10                     | 9                      | 9                      | 10                     | Tercer puesto   |
| 10 (Final) | Freestyle / «What the World Needs Now is Love»                       | 10                     | 10                     | 10                     | 10                     | Tercer puesto   |
| 10 (Final) | Tango argentino & Foxtrot fusión / «There's Nothing Holdin' Me Back» | 10                     | 10                     | 10                     | 10                     | Tercer puesto   |
| 1Puntaje dado por el juez invitado Nick Carter en lugar de Hough. 2Puntaje dado por la juez invitada Mandy Moore en lugar de Hough. |                                                                      |                        |                        |                        |                        |                 |

- Temporada 25 con Victoria Arlen

| Semana                                           | Baile / Canción                                  | Puntajes de los jueces | Puntajes de los jueces | Puntajes de los jueces | Resultado       |
| Semana                                           | Baile / Canción                                  | C. I.                  | L. G.                  | B. T.                  | Resultado       |
| ------------------------------------------------ | ------------------------------------------------ | ---------------------- | ---------------------- | ---------------------- | --------------- |
| 1                                                | Chachachá / «Born Ready»                         | 7                      | 6                      | 6                      | Sin eliminación |
| 2                                                | Tango / «Look What You Made Me Do»               | 8                      | 8                      | 8                      | Salvados        |
| 2                                                | Rumba / «Easy»                                   | 7                      | 6                      | 7                      | Salvados        |
| 3                                                | Quickstep / «Tubthumping»                        | 8                      | 7                      | 7                      | Sin eliminación |
| 4                                                | Foxtrot / «I Lived»                              | 9                      | 9                      | 9                      | Salvados        |
| 5                                                | Jazz / «Steamboat Willie Suite»                  | 9                      | 9                      | 9                      | Salvados        |
| 6                                                | Pasodoble / «We Will Rock You»                   | 8                      | 8/71                   | 8                      | Salvados        |
| 7                                                | Vals vienés / «The Night We Met»                 | 9                      | 9                      | 9                      | Salvados        |
| 7                                                | Freestyle en equipo / «The Phantom of the Opera» | 10                     | 10                     | 10                     | Salvados        |
| 8                                                | Tango argentino / «Down»                         | 8                      | 8                      | 8                      | Salvados        |
| 8                                                | Jive en trío / «Magic»                           | 8                      | 8                      | 8                      | Salvados        |
| 9 (Semifinal)                                    | Contemporáneo / «To Build a Home»                | 9                      | 9                      | 9                      | Eliminados      |
| 9 (Semifinal)                                    | Charlestón / «Bang Bang»                         | 9                      | 10                     | 10                     | Eliminados      |
| 1Puntaje dado por la juez invitada Shania Twain. |                                                  |                        |                        |                        |                 |

- Temporada 27 con Nancy McKeon

| Semana | Baile / Canción                                                  | Puntajes de los jueces | Puntajes de los jueces | Puntajes de los jueces | Resultado        |
| Semana | Baile / Canción                                                  | C. I.                  | L. G.                  | B. T.                  | Resultado        |
| ------ | ---------------------------------------------------------------- | ---------------------- | ---------------------- | ---------------------- | ---------------- |
| 1      | Quickstep / «It Don't Mean a Thing (If It Ain't Got That Swing)» | 6                      | 6                      | 6                      | Cinco últimos    |
| 1      | Quickstep / «Walking on Sunshine»                                | 7                      | 7                      | 7                      | Últimos salvados |
| 2      | Chachachá / «Uptown Girl»                                        | 7                      | 7                      | 7                      | Salvados         |
| 2      | Pasodoble / «Storm»                                              | 7                      | 6                      | 7                      | Salvados         |
| 3      | Rumba / «Love Someone»                                           | 8                      | 7                      | 7                      | Eliminados       |

- Temporada 28 con Sailor Brinkley-Cook

| Semana                                          | Baile / Canción                                    | Puntajes de los jueces | Puntajes de los jueces | Puntajes de los jueces | Resultado       |
| Semana                                          | Baile / Canción                                    | C. I.                  | L. G.                  | B. T.                  | Resultado       |
| ----------------------------------------------- | -------------------------------------------------- | ---------------------- | ---------------------- | ---------------------- | --------------- |
| 1                                               | Foxtrot / «Uptown Girl»                            | 6                      | 6                      | 6                      | Sin eliminación |
| 2                                               | Rumba / «Señorita»                                 | 6                      | 6                      | 6                      | Salvados        |
| 3                                               | Tango / «Mamma Mia»                                | 7                      | 8                      | 8                      | Salvados        |
| 4                                               | Chachachá / «Ain't No Mountain High Enough»        | 7/81                   | 8                      | 8                      | Salvados        |
| 5                                               | Vals vienés / «A Dream Is a Wish Your Heart Makes» | 8                      | 8                      | 8                      | Sin eliminación |
| 6                                               | Jive / «Wake Me Up Before You Go-Go»               | 9                      | 9                      | 9                      | Eliminados      |
| 1Puntaje dado por la juez invitada Leah Remini. |                                                    |                        |                        |                        |                 |

- Temporada 29 con Monica Aldama

| Semana | Baile / Canción                    | Puntajes de los jueces | Puntajes de los jueces | Puntajes de los jueces | Resultado       |
| Semana | Baile / Canción                    | C. I                   | D. H.                  | B. T.                  | Resultado       |
| ------ | ---------------------------------- | ---------------------- | ---------------------- | ---------------------- | --------------- |
| 1      | Foxtrot / «My Wish»                | 6                      | 7                      | 6                      | Sin eliminación |
| 2      | Jive / «Shake It Off»              | 5                      | 6                      | 5                      | Salvados        |
| 3      | Vals vienés / «Part of Your World» | 7                      | 7                      | 7                      | Salvados        |
| 4      | Samba / «Party in the U.S.A.»      | 8                      | 8                      | 8                      | Dos últimos     |
| 5      | Tango / «Tainted Love»             | 9                      | 9                      | 8                      | Salvados        |
| 6      | Rumba / «Have I Told You Lately»   | 9                      | 9                      | 9                      | Salvados        |
| 7      | Jazz / «Fever»                     | 7                      | 8                      | 7                      | Eliminados      |

- Temporada 30 con Olivia Jade

| Semana | Baile / Canción                             | Puntajes de los jueces | Puntajes de los jueces | Puntajes de los jueces | Puntajes de los jueces | Resultado       |
| Semana | Baile / Canción                             | C. I.                  | L. G.                  | D. H.                  | B. T.                  | Resultado       |
| ------ | ------------------------------------------- | ---------------------- | ---------------------- | ---------------------- | ---------------------- | --------------- |
| 1      | Salsa / «Juice»                             | 7                      | 6                      | 6                      | 6                      | Sin eliminación |
| 2      | Vals vienés / «Better Days»                 | 7                      | 6                      | 7                      | 7                      | Salvados        |
| 3      | Tango / «Hold It Against Me»                | 8                      | 8                      | —                      | 8                      | Salvados        |
| 4      | Samba / «I Just Can't Wait to Be King»      | 8                      | 9                      | 9                      | 9                      | Salvados        |
| 4      | Jazz / «Recuérdame»                         | 8                      | 9                      | 9                      | 9                      | Salvados        |
| 5      | Foxtrot / «Summer Nights»                   | 9                      | 9                      | 9                      | 9                      | Dos últimos     |
| 6      | Pasodoble / «Beggin'»                       | 9                      | 9                      | 9                      | 9                      | Salvados        |
| 7      | Quickstep / «Fat Bottomed Girls»            | 10                     | 8                      | 10                     | 10                     | Salvados        |
| 7      | Relevo de Foxtrot / «Under Pressure»        | 4 puntos extras        | 4 puntos extras        | 4 puntos extras        | 4 puntos extras        | Salvados        |
| 8      | Tango argentino / «Any Time, Any Place»     | 9                      | 9                      | 9                      | 9                      | Salvados        |
| 8      | Duelo de Rumba / «That's the Way Love Goes» | Sin puntos extras      | Sin puntos extras      | Sin puntos extras      | Sin puntos extras      | Salvados        |

## Vida personal
En 2015, Chmerkovskiy comenzó una relación intermitente con la bailarina de DWTS, Jenna Johnson. En 2017, confirmó que él y Johnson estaban saliendo nuevamente. El 14 de junio de 2018, la pareja compartió su compromiso en Instagram. Se casaron el 13 de abril de 2019. En julio de 2022 anunciaron que estaban esperando su primer hijo. Su hijo nació el 10 de enero de 2023.